# Maulik Pancholy
Maulik Navin Pancholy (Kissimmee, Florida, 18 de enero de 1974) es un actor estadounidense conocido por su papel como Sanjay en Weeds, su rol como Jonathan en 30 Rock, hace la voz de Baljeet Tjinder en Phineas and Ferb. Él está actualmente haciendo la voz de Sanjay Patel en el show de Nickelodeon Sanjay and Craig.

## Primeros años
Pancholy es de origen indio. Asistió a la Escuela de Teatro de Yale y es un graduado de la Escuela Preparatoria Berkeley en Tampa, Florida en el año de 1991. Continuó en el Teatro en la Universidad de Northwestern, donde recibió su licenciatura en 1995.

## Carrera
El trabajo en la televisión de Pancholy incluye papeles como invitado en The Sopranos, Law & Order: Criminal Intent y en The Comeback. Él también tiene varios créditos temporarios en la ciudad de Nueva York, incluyendo la producción de  Guantanamo: Honor Bound to Defend Freedom en 2004, un taller de la obra Morbidity & Mortality en el histórico Cherry Lane Theatre en 2005, y el papel principal en la India Awaiting en el teatro de Samuel Beckett.

## Filmografía

### Cine
| Año  | Película                                                 | Personaje                      | Notas |
| ---- | -------------------------------------------------------- | ------------------------------ | ----- |
| 1999 | Pokémon Trading Card Game: Trainer Video                 | Comerciante de tarjetas adulto |       |
| 2005 | Hitch                                                    | Raoul                          |       |
| 2006 | Friends with Money                                       | Mesero coqueto                 |       |
| 2006 | Quarter Life Crisis                                      | Neil Desai                     |       |
| 2006 | Park                                                     | Babar                          |       |
| 2008 | 27 Dresses                                               | Trent                          |       |
| 2009 | Love N' Dancing                                          | Gunmay                         |       |
| 2010 | Love Ranch                                               | Samir Singh                    |       |
| 2010 | Good Sharma                                              | Samir                          |       |
| 2010 | Tug                                                      | Carl                           |       |
| 2010 | See You In September                                     | Roger                          |       |
| 2010 | Raspberry Magic                                          | Amrish Patil                   |       |
| 2011 | Horrible Bosses                                          | Gregory                        | Voz   |
| 2011 | Phineas and Ferb the Movie: Across the 2nd Dimension     | Baljeet Tjinder / 2nd Baljeet  | Voz   |
| 2011 | Scooby-Doo! Legend of the Phantosaur                     | Doctor                         | Voz   |
| 2012 | Treasure Buddies                                         | Babi                           | Voz   |
| 2013 | Super Buddies                                            | Curly, el cerdo                | Voz   |
| 2020 | Phineas and Ferb the Movie: Candace Against the Universe | Baljeet Tjinder                | Voz   |

### Televisión
| Año             | Título                       | Personaje                           | Notas                                                         |
| --------------- | ---------------------------- | ----------------------------------- | ------------------------------------------------------------- |
| 1998            | USA High                     | Achmed                              | Episodio: "Jackson Moves Out"                                 |
| 1998            | City Guys                    | Rasheed                             | Episodio: "Jamal Got His Gun"                                 |
| 1998            | Malibu, CA                   | Haji                                | Episodio: "Surf Sale"                                         |
| 1998            | Felicity                     | T.A.                                | Episodio: "Finally"                                           |
| 1999            | Tracey Takes On...           | Roberto                             | Episodio: "Road Rage"                                         |
| 1999            | Jack & Jill                  | Compañero de Barto                  | 2 Episodios                                                   |
| 1999            | Charmed                      | Cazador de tesoros #1               | Episodio: "That Old Black Magic"                              |
| 1999, 2000      | The Wild Thornberrys         | Kazi / Tenzin / Construction Wallah | Voz. Episodio: "Happy Campers", "You Ain't Seen Nothing Yeti" |
| 2000            | Family Law                   | Empleado                            | Episodio: "Metamorphosis"                                     |
| 2005–2009, 2012 | Weeds                        | Sanjay Patel                        | Recurrente (T 1-5, 8)                                         |
| 2005            | The Comeback                 | Kaveen Kahan                        | 3 Episodios                                                   |
| 2006–2011, 2012 | 30 Rock                      | Jonathan                            | Recurrente (T 1-2). Personaje principal (T 3-5, 7)            |
| 2007            | Law & Order: Criminal Intent | Aziz Gabriel / Dani Hasni           | Episodios: "Stress Position", "World's Fair"                  |
| 2007            | The Sopranos                 | Dr. Ajit Gupte                      | Episodio: "Stage 5"                                           |
| 2007–2015       | Phineas and Ferb             | Baljeet Tjinder                     | Voz                                                           |
| 2009            | The Replacements             | Kamil Sattar                        | Voz                                                           |
| 2010            | Running Wilde                | Él mismo                            | Episodio: "Mental Flaws"                                      |
| 2011            | Web Therapy                  | Kamal Prakash                       | Recurrente (T 1)                                              |
| 2011–2012       | Whitney                      | Neal                                | Principal (T 1)                                               |
| 2013–2016       | Sanjay and Craig             | Sanjay Patel                        | Nickelodeon. Voz. Personaje principal. 60 Episodios.          |

## Teatro
| Año       | Título                                    | Personaje        | Lugar                                                 | Categoría    |
| --------- | ----------------------------------------- | ---------------- | ----------------------------------------------------- | ------------ |
| 2003      | Aunt Dan and Lemon                        | Marty            | Acorn Theatre                                         | Off-Broadway |
| 2004      | Guantanamo: Honor Bound to Defend Freedom | Ruhel Ahmed      | Lynn Redgrave Theater                                 | Off-Broadway |
| 2005      | Morbidity & Mortality                     | N/A              | Cherry Lane Theatre                                   | Off-Broadway |
| 2014–2015 | It's Only a Play                          | Frank Finger     | Gerald Schoenfeld Theatre y Bernard B. Jacobs Theatre | Broadway     |
| 2016      | The Taming of the Shrew                   | Katharina Minola | Shakespeare Theatre Company at Sidney Harman Hall     | Regional     |
| 2018      | Good for Otto                             | Alex             | Pershing Square Signature Center                      | Off-Broadway |
| 2018      | The Remains                               | Kevin            | Studio Theatre                                        | Regional     |
| 2019      | Grand Horizons                            | Tommy            | Hayes Theater                                         | Broadway     |